# Ульяново (Вологодская область)
Ульяново — деревня в Череповецком районе Вологодской области.
Входит в состав Югского сельского поселения (с 1 января 2006 года по 8 апреля 2009 года входила в Сурковское сельское поселение), с точки зрения административно-территориального деления — в Ирдоматский сельсовет.
Расстояние по автодороге до районного центра Череповца — 67 км, до центра муниципального образования Нового Домозерова — 75 км. Ближайшие населённые пункты — Даргун, Поповское, Лихачево.
По переписи 2002 года население — 37 человек (17 мужчин, 20 женщин). Всё население — русские.